# Buznîkuvate, Vilșanka
Buznîkuvate (în ucraineană Бузникувате) este o comună în raionul Vilșanka, regiunea Kirovohrad, Ucraina, formată numai din satul de reședință.

## Demografie
Componența lingvistică a comunei Buznîkuvate
     Ucraineană (97,81%)
     Rusă (1,59%)
     Alte limbi (0,4%)
Conform recensământului din 2001, majoritatea populației comunei Buznîkuvate era vorbitoare de ucraineană (97,81%), existând în minoritate și vorbitori de rusă (1,59%).